# Māras kambari
Māras kambari je archeologická a přírodní památka v Lotyšsku nedaleko města Sabile. Komplex, který se nachází přibližně 200 metrů od řeky Abava, je tvořen krajinným celkem se systémem jeskyní.

## Historie
Māras kambari je staré kultovní místo. První podrobnější popis jeskynního komplexu byl proveden v roce 1907. Jedná se o tři úzké jeskyně, které vznikly v měkčím pískovcovém materiálu. Pískovcový masív je překrytý dolomitovou deskou, která zabraňuje jejich zvětrávání. Nejdelší z jeskyní je dlouhá okolo 6 metrů.